# 坷垃傳奇
《坷垃傳奇》，是台海兩岸合製的撐頭木偶電視劇，主角是聰慧俠義、乞兒出身的中國古代少年坷垃。該劇為公共電視文化事業基金會委製節目，完形影視製作、西安電影製片廠拍攝，共72集，1999年11月28日於公視主頻首播第一季，2000年8月6日於同一頻道首播第二季。

## 源起
「坷垃傳奇」源於1996年，以迄2012年左右，台灣電視媒體上曾出現過的「完形偶劇」風潮。其拍攝資金及技術來自台灣，集合了中國三省（山西、陝西、貴州）超過六十名之中國國家級演員，從無至有，打造出中國大陸真正完整的電視木偶劇產業鏈。之后經營團隊（包含王偉忠及游正偉）在山西孝義建立自有的孝義完形攝影基地。而后完形影視獲得郭台銘之投資，由郭台銘之子郭守正擔任董事長，改組成立「新完形影視」。「完形偶劇」並由郭守正正式更名，並注冊為「Ruppet」（致敬於美國吉姆漢森工作室所創造之Muppet）。

## 特色
「坷垃傳奇」是公共電視文化事業基金會開台前期的大戲，主要著眼於台海兩岸合製，表演型式為中國最原始的「撐桿木偶」電視劇，也是這種型式偶劇搬上電視螢光幕的第二部（第一部是「英雄出少年」）。
該劇主角是聰慧俠義、乞兒出身的古代少年坷垃，因為種種奇遇，加之自身的努力，最終成為皇帝欽點的欽差，微服出訪，巡視民間，除暴安良。整體而言，此劇主要是以明朝社會為背景的偵探解謎劇情。該劇由完形影視製作，全劇在西安電影製片廠拍攝，共分兩版，台版為72集、大陸版為144集，1999年於公視主頻首播第一季，2000年8月6日於同一頻道首播第二季。因收視率長紅，年年續製，一共在公視主頻播出長達四年；在中國大陸的播出平台則為中國中央電視台電影頻道，幾與台灣同步播出。本劇得獎多次，包括電視金鐘獎兒童節目獎、行政院新聞局優良電視暨廣播兒童節目優等獎、五個一工程獎。

## 製作
- 製作人：游正偉
- 製作協調：林彥輝
- 導演：游正偉
- 編劇：游正偉、江河、陳寶生、陳國鋒
- 木偶設計：王春勝、王茂偉[5]
- 木偶操作：孝義皮影木偶劇團[6][7]
- 美術指導：趙君
- 攝影指導：李寧
- 燈光指導：易岩鐘
- 剪輯：徐月蘭
- 拍攝：西安電影製片廠
- 配音：常楓、乾德門、張晨光等[4][8]

## 獎項
- 2000年　行政院新聞局八十八年優良電視暨廣播兒童節目優等獎[3]
- 2000年　第35屆金鐘獎兒童節目獎[9]
- 2003年　第38屆金鐘獎兒童節目獎入圍[10]

## 出處
1. 1 2  林彥輝、李曉梅, , 公共電視文化事業基金會員工出國報告, 1999  [2019-11-23], （原始内容存档于2019-11-23）
2. ↑  , 公共電視文化事業基金會, 1999-11-23  [2022-05-14], 原始内容存档于2021-12-09
3. 1 2 3  , 民生報, 2001-01-21
4. 1 2 3  張文輝, , 聯合報, 2000-08-05
5. ↑  喬慧, , 人民網, 2018-05-24  [2019-11-23], （原始内容存档于2020-04-09）
6. ↑  張世川, , 人民網　山西頻道, 2018-11-26  [2019-11-23], （原始内容存档于2019-10-22）
7. ↑  趙泉, , 微孝義, 2017-09-18  [2019-11-23], （原始内容存档于2019-10-22）
8. ↑  壽如心, , 民生報, 2006-08-22
9. ↑  , 中華民國行政院文化部影視及流行音樂產業局, 2000-08-22  [2019-11-23], （原始内容存档于2019-09-29）
10. ↑  , 中華民國行政院文化部影視及流行音樂產業局, 2003-08-22  [2019-11-23], （原始内容存档于2020-05-26）

## 外部連結
- 坷垃傳奇公視官方網站（页面存档备份，存于）
- 互联网电影数据库（IMDb）上《坷垃傳奇》的资料（英文）
- 豆瓣电影上《坷垃傳奇》的資料 （简体中文）